# بطباطاوات
البطباطاوات (الاسم العلمي: Polygonoideae) هي أسرة من النباتات تتبع فصيلة البطباطية من رتبة القرنفليات.

## قبائل
- البطباطاوية
- الحماضاوية
- التربلارساوية
- الكوكولوباوية (الاسم العلمي:Coccolobeae)
- الحبقاوية البحر (الاسم العلمي:بطباطاوات)